# Мирослав Јовановић Далтон
Мирослав Јовановић Далтон (Београд, 1956 – 2009) био је српски сликар, представник маргиналне уметности Србије.

## Биографија
Сликарством се бавио од 1973. Излагао је на самосталним и групним изложбама у земљи и иностранству. Припада групи такозваних аутсајдера Србије. Умро је 2009. у Београду.
Почев од деведесетих година мења свој ликовни израз, који је до тада био сведенијег колорита, сижеа умерене симболике, са интересантним поступком грађења форме. Дела настала у другом периоду његовог стваралачког рада настају под налетом посебне врсте експресије, изражене интензивним колорисаним тракама у које неретко уплиће своје еуфоричне поруке. Апстраховањем форми, постиже виши степен ликовности и удаљава се од наративности у корист пиктуралног. Јединством геометријских и зоморфних елемената ствара посебну врсту „амблематског сликарства“, које је најчешће крцато симболима, изразито субјективног порекла.
Безрезервна љубав према јарком и интензивном колориту открива нам његову хиперсензибилност. Заинтересованост за структуру форме налази се у сваком сегменту његових искричавих делова композиције, која је пуна вртлога, усијања и тензије.

## Галерија
- Камени цвет, 2001. МНМУ, Јагодина
- Композиција, 2007. МНМУ, Јагодина
- Мудрост, 2006. МНМУ, Јагодина